# Eucyrtops eremaeus
Eucyrtops eremaeus là một loài nhện trong họ Idiopidae.
Loài này thuộc chi Eucyrtops. Eucyrtops eremaeus được Barbara York Main miêu tả năm 1957.